# Leopold
Leopold ist sowohl ein männlicher Vorname als auch ein Familienname.

## Herkunft und Bedeutung
Der Name Leopold setzt sich aus den althochdeutschen Elementen luit „Volk“, „Leute“ und bald „kühn“, „mutig“ zusammen. Das erste Element wurde in Anlehnung an Latein leo „Löwe“ geändert.

## Verbreitung
In Österreich nahm die Popularität des Namens in den vergangenen Jahren zu. Im Jahr 2021 belegte er Rang 54 der Hitliste. In der Schweiz wird der deutlich seltener vergeben. Hier stand er im selben Jahr auf Rang 550.
In Deutschland nahm die Neuvergabe des Namens insbesondere in den späten 2000er Jahren zu. Im Jahr 2021 belegte der Name Rang 109 der Hitliste. Traditionell wird der Name vor allem in Bayern vergeben.
Darüber hinaus ist der Name vor allem in Slowenien, Tschechien, der Slowakei und Polen verbreitet.

## Varianten

### Vorname
- Deutsch: Luitpold
  - Germanisch: Leudbald, Liupold, Liubald, Liutpold
  - Diminutiv: Poldi, Leo
  - Feminin: Leopoldine
- Französisch: Léopold
  - Feminin: Léopoldine
- Italienisch: Leopoldo
- Lettisch: Leopolds
- Litauisch: Leopoldas
- Portugiesisch: Leopoldo
- Spanisch: Leopoldo

### Familienname
- Deutsch: Leiboldt, Leibolt, Leupold, Leipold, Leibhold, Leibelt, Leipelt, Lepold, Leupelt, Leyboldt, Loebell, Leopoldt, Liebel, Liepelt
- Französisch: Léopold

## Namensträger

### Vorname
- Leopold, 1. Duke of Albany (1853–1884), achtes Kind von Königin Victoria von Großbritannien und Prinz Albert
- Leopold von Bayern (1846–1930), deutscher Generalfeldmarschall
- Leopold Prinz von Bayern (* 1943), deutscher Rennfahrer
- Leopold von Belgien (1859–1869), Prinz von Belgien
- Leopold von Braunschweig-Wolfenbüttel (1752–1785), preußischer Generalmajor
- Leopold Dirtl (1890–1948), österreichischer Motorradrennfahrer
- Leopold I. von Gründlach († 1303), Bischof von Bamberg
- Léopold Faye (1828–1900), französischer Politiker
- Leopold Figl (1902–1965), von 1945 bis 1953 Bundeskanzler Österreichs
- Leopold Gombocz (1875–1943), österreichisch-ungarischer Imker
- Leopold Grausam (1943–2023), österreichischer Fußballspieler
- Leopold Grausam, jun. (1946–2010), österreichischer Bildhauer und Steinmetz
- Leopold Günther-Schwerin (1865–1945), deutscher Maler, Bildhauer und Schriftsteller
- Leopoldas Kaminskas (1923–2018), litauischer Chemiker
- Leopold von Kleist (Oberst, 1752) (1752–1830), sächsischer Offizier
- Leopold von Kleist (Oberst, 1872) (1872–1946), preußischer Offizier
- Leopold Friedrich von Kleist (1780–1837), preußischer Major und Postbeamter
- Leopold Kohr (1909–1994), österreichischer Ökonom und Staatswissenschaftler
- Leopold König (* 1987), tschechischer Radrennfahrer
- Leopold Königstein (1850–1924), österreichischer Augenarzt
- Leopold Krenn (1850–1930), österreichischer Schriftsteller, Couplettexter und Librettist
- Leopold Landau (1848–1920), deutscher Arzt und Hochschullehrer
- Leopold Lenz (1804–1862), deutscher Opernsänger und Komponist
- Leopold Löwenstein (1843–1923), deutscher Rabbiner, Historiker und Autor
- Leopoldo Luque (1949–2021), argentinischer Fußballspieler
- Leopold März (1944–2025), österreichischer Bio- und Lebensmittelchemiker, Hochschullehrer
- Leopold Mozart (1719–1787), österreichischer Komponist, Vater Wolfgang Amadeus Mozarts
- Leopold Münster (1920–1944), deutscher Offizier, Jagdflieger, Ritterkreuzträger
- Leopold Offermann (1837–1919), deutscher Ingenieur und Textilunternehmer
- Leopold von Orlich (1804–1860), preußischer Schriftsteller und Offizier
- Leopold von Ranke (1795–1886), deutscher Historiker
- Leopold von Rauch (1787–1860), preußischer Generalmajor und Direktor der Allgemeinen Kriegsschule
- Leopoldo Richter (1896–1984), deutsch-kolumbianischer Künstler
- Leopold Rosenthaler (1875–1962), deutsch-schweizerischer Apotheker und Hochschullehrer
- Leopold Ružička (1887–1976), Schweizer Chemiker kroatischer Herkunft
- Leopold von Sacher-Masoch (1836–1895), deutscher Schriftsteller
- Leopold Schädler (1926–1992), liechtensteinischer Skirennläufer
- Leopold von Schlieben (1723–1788), deutscher Gutsbesitzer und preußischer Minister
- Leopold Schönberg von Brenkenhoff (1750–1799), deutscher Offizier und Militärschriftsteller
- Leopold Schulhof (1847–1921), österreichisch-französischer Astronom
- Leopold Stein (1810–1882), deutscher Rabbiner und Schriftsteller
- Leopold Stein (1893–1969), österreichischer Logopäde und Psychiater
- Leopold Steinbach, genannt Poldi (1904–1944), österreichischer Boxer, Europameister
- Leopold von Sternberg (1811–1899), österreichischer General der Kavallerie
- Leopold von Sturmberg, auch Liutpold von Sturmberg († 1381), von 1377 bis 1381 Fürstbischof von Freising

### Familienname
- Aldo Leopold (1887–1948), US-amerikanischer Ökologe
- Anton Leopold (1928–2021), österreichischer Schriftsteller und Schulbuchautor
- Alfred Leopold (1852–1933), österreichischer Mediziner
- Andrea Mautz-Leopold (* 1976), österreichische Politikerin
- Bernadette Leopold (* 1997), deutsche Schauspielerin
- Bernhard Leopold (1879–1962), deutscher Politiker (DNVP)
- Bohuslav Leopold (1888–1956), tschechischer Komponist, Violinvirtuose und Musikverleger
- Carl Gustaf af Leopold (1756–1829), schwedischer Dichter und Schriftsteller
- Christian Leopold (1846–1911), deutscher Gynäkologe
- Elisabeth Leopold (1926–2024), österreichische Augenärztin und Kunstsammlerin
- Enzo Leopold (* 2000), deutscher Fußballspieler
- Estella Leopold (1927–2024), US-amerikanische Paläobotanikerin und Naturschützerin
- Frank Leopold, deutscher (DDR) Basketballspieler
- Franz Leopold (1902–1960), österreichischer Politiker (ÖVP)
- Franz Gert Leopold (* 1946), österreichischer Notar
- Franz Joseph Leopold (1783–1832), deutscher Maler
- Friedrich Leopold (1795–1875), deutscher lutherischer Theologe
- Georg Leopold (1920–2004), deutscher Schauspieler, Regisseur und Intendant
- Gerd Leopold (* 1958), deutscher Mittel- und Langstreckenläufer und Bobtrainer
- Gerda Leopold (* 1959), österreichische Filmemacherin und Malerin
- Gottlieb Heinrich Friedrich Leopold (1765–1842), deutscher Pädagoge und evangelischer Pfarrer
- Hans Leopold (1886–nach 1945), deutscher Reichsgerichtsrat
- Heinrich Leopold (1937–2005), österreichischer Jurist und Schriftsteller
- Johann Christian Leopold (1699–1755), deutscher Kupferstecher und Verleger
- Jordan Leopold (* 1980), US-amerikanischer Eishockeyspieler
- Josef Leopold (1889–1941), österreichischer Politiker (NSDAP)
- Joseph Leopold (1810–1868), deutscher Raubmörder
- Joseph Friedrich Leopold (1668–1727), deutscher Kupferstecher und Verleger
- Juliane Leopold (* 1983), deutsche Kommunikationswissenschaftlerin und Journalistin
- Kim Leopold (* 1992), deutsche Schriftstellerin, Grafikdesignerin und Podcasterin
- Luna Bergere Leopold (1915–2006), US-amerikanischer Geologe, Hydrologe und Geomorphologe
- Michael Leopold (* 1971), deutscher Sportmoderator und Kommentator
- Minnie Ruske-Leopold (* 1891), deutsche Opernsängerin (Sopran)
- Nadine Leopold (* 1994), österreichisches Model
- Nanouk Leopold (* 1968), niederländische Filmregisseurin und Drehbuchautorin
- Noam Leopold (* 2002), Schweizer Handballspieler
- Otto Leopold (1901–1975), deutscher Politiker (KPD/SED)
- Paul-Friedrich Leopold (* 1956), deutscher Politiker (Ost-CDU, CDU)
- Richard Leopold (Schauspieler) (1873–1929), deutscher Komiker
- Richard Leopold (Gewichtheber) (1909–1997), deutscher Gewichtheber
- Rudolf Leopold (Schachspieler) (1894–1986), deutscher Schachkomponist
- Rudolf Leopold (1925–2010), österreichischer Kunstsammler
- Silke Leopold (* 1948), deutsche Musikwissenschaftlerin
- Ulrike Leopold-Wildburger (* 1949), österreichische Wirtschaftsmathematikerin
- Walter Leopold (1894–1953), deutscher Buchbinder und Reichsinnungsmeister der Buchbinderinnungen

- Wilhelm Leopold (Baumeister) († 1844), deutscher Baumeister
- Wilhelm Leopold (Maler) (1828–1892), polnischer Maler
- Wilhelm Leopold, Pseudonym von August Geib (1842–1879), deutscher Schriftsteller, Buchhändler und Politiker, Mitglied des Reichstags